# Кушево
Кушево или Кушово (грч. Κοκκινιά, Кокинија) је насељено место у општини Кукуш у периферији Средишња Македонија, Грчка. Према попису из 2021. године било је 39 становника.
Према бугарском географу и историчару, Василу Канчову, у Кушеву је 1900. године живело 240 Словена хришћана, 200 Турака и 60 Рома. Током Другог балканског рата село је настрадало а велики део словенског становништва је протеран (претежно у Струмици и Бугарској). Године 1924. турско становништво је принудно исељено у Турску, као и преосталих 33 Словена у Бугарску а на њихово место су насељене грчке избегличке породице. На попису из 1928. године Кушево је имало 320 становника.